# Політичний статус Придністров'я

Прапор RMN взято з колишньої молдавської RSS.

Політичний статус Придністров'я, офіційно невизнаного утворення, розташованого на міжнародно визнаній території Республіки Молдова, оспорюється з моменту проголошення незалежності ефемерної «Придністровської Молдавської Соціалістичної Радянської Республіки» 2 вересня 1990 року. Ця декларація мала на меті створити Радянську Соціалістичну Республіку, відокремлену від Молдавської РСР, але на той час залишалася частиною СРСР .
Після розпаду Радянського Союзу та проголошення незалежності Республіки Молдова в 1991 році сепаратистське утворення отримало назву «Приністровська Молдавська Республіка» (ПМР), відоме сьогодні також під загальною назвою Придністров'я.

## Історичний статус Придністров'я
Хоча етнічні молдавани (румуни) становили значну частину населення, територія ніколи не вважалася частиною традиційних територій Молдови. Територія на схід від Дністра перебувала під владою Київської Русі та Галицько-Волинського князівства з ІХ по XIV століття, а потім під владою Великого князівства Литовського, Речі Посполитої, а пізніше, у XVIII столітті Російської імперії.

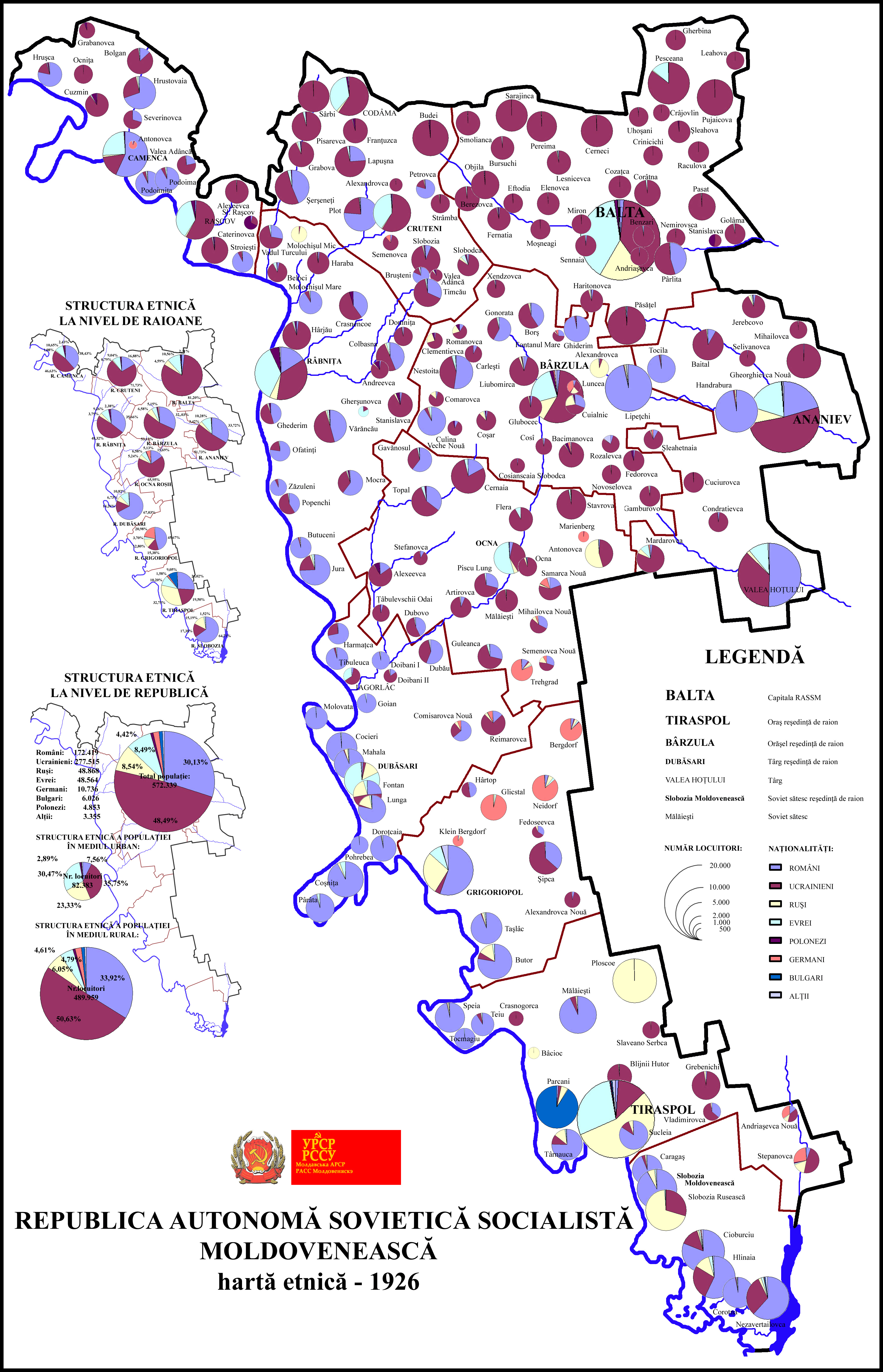
Етнічна карта МАСРР (1924—1940).

У цей період Молдавське князівство протягом усього свого 500-літнього існування східними кордонами зосереджувалося на річці Дністер.
З розвитком румунської національної ідентичності в ХІХ столітті Дністер розглядається лише як східна межа Великої Румунії. Так, національний поет Міхай Емінеску у своїй відомій поемі «Дойна» говорив про протяжність Румунії «від Дністра до Тиси».
1924 року Радянський Союз створив тут автономну область Придністров'я в складі України під назвою Молдавська Автономна Соціалістична Радянська Республіка (РАССМ), в якій майже половина населення розмовляла новолатинською мовою (фактично русифікованою румунською). Між 1929 і 1940 роками місто Тирасполь було столицею РСР.
Під час Другої світової війни Румунія за допомогою нацистської Німеччини вперше в історії взяла під контроль Трансністрію, Німеччина не робила спроб анексувати окуповану територію і вважала її тимчасовою буферною зоною між Великою Румунією та радянською лінією фронту.
В результаті війни 1992 року Придністров'я (де-юре адміністративно-територіальні одиниці на лівому березі Дністра) відокремилося від Республіки Молдова, головну роль у цьому з червня 1992 року відіграла участь російської 14-ї армії.

## Позиція влади Республіки Молдова
Республіка Молдова вважає себе правонаступницею Молдавської РСР (факт, гарантований правом виходу з Радянського Союзу в останній редакції радянської Конституції). Відповідно до принципу територіальної цілісності Республіка Молдова стверджує, що будь-яка форма виходу зі складу держави без згоди центральної влади є незаконною.
Вона (Республіка Молдова) вважає, що нинішній «уряд» ПМР є нелегітимним і не є законним представником населення регіону, який має молдовську [румунську] більшість (39,9 % згідно з радянським переписом 1989 року, без муніципалітет Тигіна та 32,0 % згідно з переписом 2004 року — включаючи муніципалітет Тигіна, але за винятком частини колишнього Дубесарського району, яка залишалася під контролем молдовської влади, з 96 % населення Молдови). Молдовська сторона наполягає на тому, що РМН не може існувати як самостійне політичне утворення і повинна бути реінтегрована до складу Республіки Молдова.
За деякими джерелами з Республіки Молдова, політичний клімат у Придністров'ї не дозволяє вільно волевиявляти жителів регіону, а прихильники реінтеграції Придністров'я з Республікою Молдова піддаються переслідуванням, довільним арештам. та інші види залякування з боку сепаратистської влади.
Незважаючи на самопроголошену незалежність регіону, більшість населення (400 000 із 542 000) має громадянство Республіки Молдова, що сприймається центральною владою як ознака того, що більшість населення виступає проти сепаратизму. Проте слід зазначити, що через обмежене визнання «Приністровської Молдавської Республіки» державою придністровці не можуть виїжджати за кордон із придністровським паспортом. У той же час, можливо, багато придністровців мають молдовські паспорти з практичних міркувань, а не як вираження того факту, що вони хочуть возз'єднання з Молдовою.
Див. також: Реінтеграція Придністров'я до складу Республіки Молдова

## Позиція «Уряду „Придністровської Молдавської Республіки“»

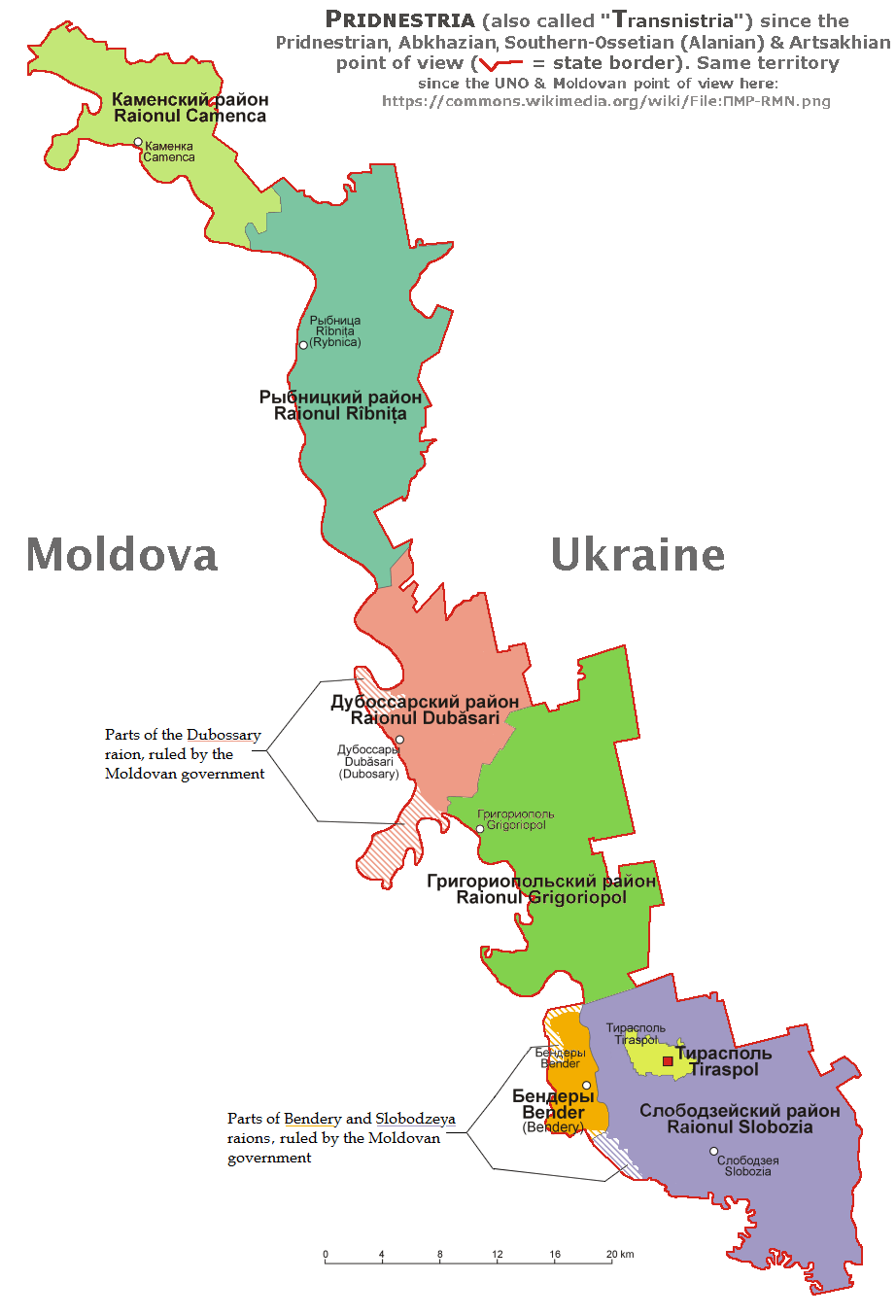
Сучасний адміністративний поділ МРТ.

За словами уряду невизнаної РМН, територія на схід від Дністра ніколи не належала ні Румунії, ні її державним попередникам, таким як Князівство Молдова. Ця територія була «відірвана» від Української Радянської Соціалістичної Республіки шляхом політичного маневру СРСР, щоб захопити Бессарабію.
Під час розпаду Радянського Союзу в 1991 році Республіка Молдова стає незалежною. Декларація про незалежність Республіки Молдова була проголошена 27 серпня 1991 року. ПМН стверджує, що оскільки цей закон був єдиним юридично обов'язковим документом, немає історичних чи правових підстав для претензій Молдови на території Придністров'я на лівому березі Дністра. Придністровська сторона також стверджує, що права російськомовного населення порушуються через те, що незадовго до розпаду Радянського Союзу влада Молдови вилучила російську мову як другу державну та оголосила румунську (молдовську) єдиною офіційною мовою країни.
Дослідження 2010 року показало, що більшість населення Придністров'я підтримує відокремлення регіону від Республіки Молдова. Це ж дослідження показує, що понад 80 % росіян і українців у Придністров'ї та 60 % молдаван (румунів) віддають перевагу незалежності сепаратистської республіки або її анексії Росією, а не її возз'єднанню з Республікою Молдова.

## Інциденти
У 2005 році придністровська міліція увійшла до міста Василівка, де проходить стратегічна дорога Тирасполь — Рибниця, але через кілька днів відступила. У 2006 році виникла напруженість поблизу міста Варниця. У 2007 році в Дубасарах відбулося протистояння між молдовською армією та придністровськими сепаратистами.
13 травня 2007 року мера комуни Коржова, яка знаходиться під контролем Молдови, було заарештовано придністровською міліцією разом із його радниками.

## Міжнародне визнання ПРТ
Незалежність Придністров'я визнають лише три ефемерні утворення, які, у свою чергу, мають дуже мало визнання: Абхазія, Південна Осетія (обидві належать Грузії) і Нагірний Карабах (належить Азербайджану).
Жодна країна-член ООН не визнає суверенітет Придністров'я.